# Bergklint
Bergklint (Cyanus montana) är en art i familjen korgblommiga växter. Arten klassades tidigare in under klintsläktet (Centaurea). 
Den hör till de klassiska bonde-trädgårds-växterna och blev införd i Norge på 1800-talet. Bergklint nämns 1873 för första gången i norsk trädgårdslitteratur. Till England kom den redan 1596.
Plantan är en tacksam och villig prydnadsväxt som sprider sig med underjordiska revor. Den är mycket härdig och kommer ursprungligen från bergsområden i Mellaneuropa. Arten är lite näringskrävande och den blommar från juli till augusti. Om plantan skärs ned efter den första blomningen kan den blomma två gånger under samma sommar. 
Den blir upp till 80 cm hög och bildar tuvor med säregna blå blåklint-liknande blommor. Blommorna har en behaglig doft och bergklint är en mycket populär blomma bland humlor, bin och fjärilar. Den står ofta kvar på grunden av bortflyttade hus och var en populär prydnadsväxt förr i tiden. 

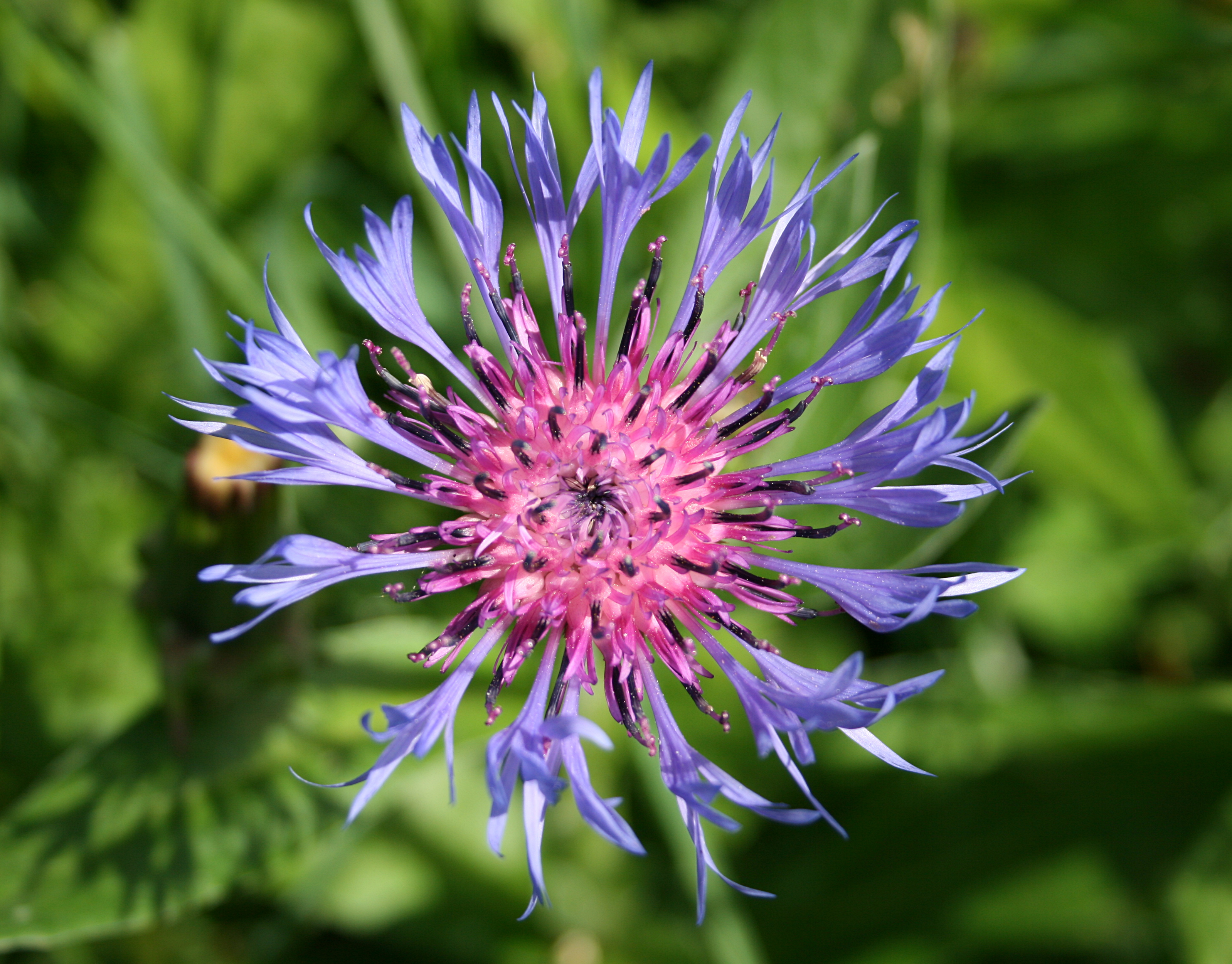
Närbild av blomkorgen.